# Șpîkiv
Șpîkiv (în ucraineană Шпиків) este o așezare de tip urban din raionul Tulcîn, regiunea Vinnița, Ucraina. În afara localității principale, mai cuprinde și satele Klenove, Șpîkivka și Vînokurnea.

## Demografie
Componența lingvistică a așezării de tip urban Șpîkiv
     Ucraineană (98,35%)
     Rusă (1,49%)
     Alte limbi (0,11%)
Conform recensământului din 2001, majoritatea populației așezării de tip urban Șpîkiv era vorbitoare de ucraineană (98,35%), existând în minoritate și vorbitori de rusă (1,49%).